# Heathia porosa
Heathia porosa är en blötdjursart som först beskrevs av Heath 1911.  Heathia porosa ingår i släktet Heathia och familjen Dondersiidae. Inga underarter finns listade i Catalogue of Life.